# Stazione di Casalnuovo (RFI)
La stazione di Casalnuovo è una stazione ferroviaria posta sulla linea Roma-Napoli via Cassino, a servizio del centro abitato di Casalnuovo di Napoli.
L'impianto ferroviario è gestito da Rete Ferroviaria Italiana (RFI).

## Storia
La stazione di Casalnuovo fu attivata nel 1843.
Nel 1916 assunse la nuova denominazione di "Casalnuovo-Licignano"; in seguito ritornò alla denominazione d'origine.
In seguito all'inaugurazione della tratta Napoli-Bari AV la stazione sarà dismessa e sostituita da una nuova fermata sotterranea.

## Strutture e impianti
La stazione è dotata di due binari passanti e due tronchi (di cui uno in direzione Napoli, l'altro in direzione Caserta), serviti da pensiline, di cui due per il servizio regolare e uno riservato alle precedenze (attualmente dismesso). Sono presenti inoltre due raccordi merci: uno per l'ex stabilimento Moneta e l'altro per l'ex stabilimento Eridania. Era presente anche un piccolo scalo merci attualmente dismesso.
La stazione è collegata con le maggiori città campane tra cui: Napoli, Caserta e con la stazione di Napoli Campi Flegrei. Vi fermano tutti i treni regionali di Trenitalia e, dal 2024, alcuni treni regionali di EAV sulla ferrovia Alifana.
Il fabbricato viaggiatori è situato su via Roma ed è composto da una piccola sala d'attesa ove era situata la biglietteria, chiusa dopo i lavori di ristrutturazione che hanno interessato la stazione recentemente, e da alcuni uffici. Su via Vittorio Emanuele, nell'area dell'ex scalo merci, è invece situato il parcheggio gestito da Metropark.

## Movimento
La stazione è servita da Trenitalia sulle relazioni per Napoli, Caserta, Vairano, Cassino e Villa Literno.